# 미피

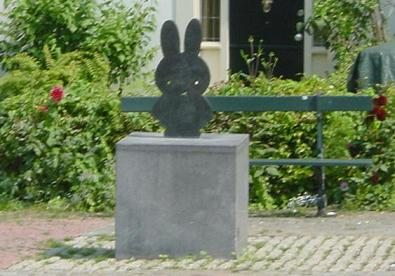
위트레흐트에 있는 미피 조각상

암스테르담에 있는 미피 전문점

미피(Miffy, 네덜란드어: Nijntje 네인티여)는 네덜란드의 일러스트레이터인 딕 브루너가 만든 토끼 캐릭터이다. 이름은 작은 토끼(konijntje)의 네덜란드어에서 유래되었다. 이 캐릭터는 1955년에 그림책에 처음 등장하였다.

## 등장인물
미피 : 주인공, 토끼 소녀이다. 이 인물의 생일은 1955년 6월 21일 이 캐릭터 최초의 그림책이 출판됐을 때가 배경이다(아래 참조). 나중에 클라이너 플라위스(친동생)가 태어날 때 언니/누나가 되고 내용에 따라 어린아이나 학생으로 보이지만 나이가 많지는 않다. 복장은 기본적으로 원피스이다. 그 중 꽃무늬 드레스는 미피가 가장 선호하며 생일에 주로 입는다. 처음엔 성별이 정해지진 않았으나, '미피의 생일' 책에서부터 소녀인 걸로 정해진다. 눈 속에 묻힌 작은 새를 위해 집을 지어 주고 댄을 위로해주는 걸 보면 긍정적인 걸 알 수 있다. 할아버지 할머니께 받은 곰인형 '테디' 를 가장 좋아한다. 나중에 키가 크면 자전거를 타고 싶다고 한다.
미피 아버지(파더르 플라위스) : 미피와 달리 입은 별표처럼 생겼다. X에 -이 추가되어 주름을 묘사한다. 초기 판본에선 안경을 착용했으나, 현재는 안경을 쓰고 있지 않다. 취미는 정원 가꾸기이다. 휴일이면 미피와 함께 동물원이나 바닷가, 놀이공원으로 놀러간다.
미피 어머니(뫼더르 플라위스) : 미피의 아버지와 같은 입을 하고 있다. 청소와 요리에 능숙하다. 상냥하고 다정하며 딸인 미피를 무척 사랑한다.
미피의 할아버지 : 미피의 할아버지이다. 전문 목수인데, 미피에게 씽씽카나 피리를 만들어주었다.
미피의 할머니 : 취미는 뜨개질이다. 오리지널 그림책 판본에서는 서거했다는 설정도 있다.
미피의 친동생 : 미피의 동생이다.
앨리스 아주머니 : 미피의 고모. 녹색에 빨간 물방울 무늬가 있는 드레스를 주로 입고 다닌다('사랑하는 할머니' 한정으로는 파란 옷을 입고 나온다.). 특기는 아코디언 연주, 과자 굽기. 친구들을 초대해서 파티를 열어줄 때도 있다.
봅 아저씨 : 미피의 이웃 아저씨이다. '삼촌'이 아니지만, 미피 가족과 밀접한 관계가 있다. 조종사이다.
스너피 : 미피 가족과 친한 강아지이다. 초기 판본에선 포클톤 아주머니가 주인이었다(아마 인간 세계관의 스너피였을까 본다.). 세 마리의 강아지가 '엄마가 된 스너피'에서 등장한다. 전 주인집 딸도 찾아주고 화재도 막아준 적이 있다.
멜라니 : 갈색 털을 가진 미피의 토끼 친구이다. 처음 등장한 판본인 '미피의 꿈'에서 등장했을 땐 이름 불명이었다. 애니메이션에선 친구 사이인 설정도 있다.
댄 : 미피의 갈색 토끼 친구이다. 남자아이이다. 오른쪽 귀가 처져 급우들에 의해 짝짝이('미피의 모험' 애니에서는 '꼬불이' 라는 별명으로 불렸다)라는 별명으로 불렸으나 그가 그 별명을 좋아하지 않는단 걸 깨달은 미피는 급우들에게 본래 이름을 불러 줄 것을 제안한다.
매기, 위니 : 미피의 같은 반 토끼 친구이다.
뽀미, 프루 : '미피의 생일' 에서만 등장했다. 미피의 토끼 친구이다.
보리스 : 미피의 곰 친구. 남자아이이며 성격은 장난꾸러기이며 까불거린다. 나무타기(한 번은 바바라의 만류에도 불구하고 나무에 올라가서 손을 놓아도 괜찮다고 호언장담을 하다 미끄러져 턱을 다치고 반성했다고 한다.), 눈싸움, 산 오르기를 좋아한다.
바바라: 미피의 곰 친구. 보리스의 여자친구 혹은 동거자이며 엄마아빠 놀이를 즐긴다. 침착한 성격이며 꽃을 매우 좋아한다. 얼굴에 7개의 주근깨가 있다.
뽀삐: 미피네 이웃집 돼지 친구 혹은 아줌마이다. 부지런한 일꾼으로 집안일, 정원일, 장보는 일을 상당히 좋아한다. 그녀의 집 벽에는 창문에 있는 큰 화분의 노란 꽃이 있는 그림이 걸려 있다고 한다. 뽀찌/그런티에겐 절친 혹은 이모이다.
뽀찌/그런티: 미피의 돼지 친구. 여자아이이며, 뽀삐의 절친/조카딸. 뽀삐랑 사이가 좋다.
농부 존: 미피의 친구인지는 불명이나, 인간 소년이다. 뜰에 씨를 뿌리는 걸 좋아하며, 농장에서 닭, 돼지 등의 가축도 키운다.(동영상/비디오를 참조할 것)
로티: 인간 캐릭터로 설정상 장애인이다. 성별은 불명.
베시: 로티, 쌍둥이 핍과 피터의 여자 친구이다.
쌍둥이 핍과 피터: 베시의 친구이다. 베시와 공놀이를 하다 로티가 오자 로티를 끼워주려는 베시를 보고 장애인이란 이유만으로 불평을 하다 결국 로티를 끼워주자 로티도 공놀이를 아주 잘한다는 걸 알고 로티와 친해진다.
미피의 선생님: 미피, 멜라니, 뽀찌, 댄, 매기, 위니의 교사이다. 친절한 성격이다.
과일/채소장수: 뽀삐, 뽀찌와 같은 돼지 종족인 과일 장수이다.
넬리: 고양이 캐릭터이다. 인디언이 되고 싶어하다 마침내 인디언들과 함께 시간을 보내며 한바탕 즐기고 이후 자신에 만족하고 집보다 좋은 곳은 없단 걸 깨달게 된다.
노란 새: 색깔로 봐서는 부리가 붉고 몸이 노란색이라 꾀꼬리로 추정. 둥지 틀 곳을 찾아다닌다.
의사: 병원의 의사이다. 흰 토끼이다.('미피의 모험' 에서는 갈색 토끼로 등장.)
뽀삐의 친구들: '뽀삐의 생일'에서 뽀삐의 생일잔치에 선물을 들고 찾아온다.
포클톤 아주머니: 스너피의 본래 주인이다.
배스: 포클톤의 딸이다.
소방대원들: 스너피에게 불이 났다는 신고를 받고 출동하여 스너피를 소방대원으로 임명해준다.
단:(한참 위의 댄과 햇갈리지 말 것.) '단과 보트' 에서만 등장한 인간 캐릭터이다. 혼자 구명조끼도 입지 않고 보트를 타고 있다가 파도로 인해 보트가 뒤집혀 바다에 빠지는데 마침내 구조대원들이 도와주고 이후 반성했다.
선원 잭: '선원 잭의 모험' 에서만 등장한 인간 캐릭터이며, 선원이다.

## 딕 브루너 그림책들(아가월드판 한국어 번역본만 쓰나 나머지는 '()' 를 쓸 것. 미피가 주연인 내용은 볼드체 처리)
1953-'사과의 꿈'
1955-'미피가 태어났어요', '미피와 동물원'
1959-'사과의 꿈'(리메이크), '노란 새의 보금자리', '아기고양이 넬리'
1962-'누구의 알일까요', '신나는 서커스', '배고픈 물고기'
1963-'크리스마스 이야기', '미피가 태어났어요(리메이크)', '미피와 동물원(리메이크)', '눈이 왔어요', '바닷가의 미피'
1964-'즐거운 학교', '선원 잭의 모험'
1966-'신데렐라', '영리한 엄지 샘', '빨간 모자', '백설 공주'
1968-'셀 수 있어요'
1969-'용감한 스너피', '소방대원 스너피', '읽을 수 있어요'
1970-'미피와 비행기', '미피의 생일'
1974-'내가 짓는 이야기', '나는 피에로'
1975-'미피와 놀이동산', '미피가 아프대요'
1977-'부지런한 뽀삐', '뽀삐의 뜰'
1979-'미피의 꿈'
1980-'시장에 간 뽀삐', '재미있는 덧셈'(참고로 해당 연도에 쓴 책 중 아가월드에선 출판되지 않은 '어린이 혈우병 책' 은 딕 브루너가 혈우병의 위험성을 알려준다.)
1982-'동그라미 세모 네모', '마음씨 좋은 농부 존', '미피와 자전거',
1984-'단과 보트', '오케스트라', '학교에 간 미피'
1985-'여러 가지 운동, '누구의 모자일까요', '누구일까요'
1986-'보리스의 봄 여름 가을 겨울', '뽀삐의 생일', '엄마가 된 스너피'
1988-'초대받은 미피', '할아버지와 할머니', '뛰지 마세요',
1989-'보리스의 겨울 채비', '보리스와 바바라', '산 위의 보리스'
1990-'로티, 화이팅!', '미피가 왜 울까요', '미피의 작은 집'
1992-'앨리스 아주머니의 파티'
1994-(해당 연도부터 1998년까지의 몇몇 그림책은 아가월드가 '사랑이'였던 시절에 한국어 번역본이 출판된다)'눈 위의 보리스', '보리스, 바바라, 베니', '감기에 걸린 뽀삐'
1995-'고슴도치 해티', '얼룩소는 음매', '미피의 텐트 놀이'
1995-'이다음에 내가 크면', '무슨 색일까요?', '보리스와 배', '사랑하는 할머니'
1997-'미술관에 간 미피'
1998-'뽀삐의 여행', '뽀삐네 옷가게',
1999-'미피와 멜라니'
2002-'조종사 보리스'
2003-'동생이 태어났어요'
2005-'보리스와 코', '달콤 나라에 간 미피', '시장에 간 보리스', '할아버지의 선물'
2006-'작은 새 피터', '짝짝이 댄'
2007-'미피 여왕님'

## 아가월드판 비디오
아가월드에서 나온 비디오이며 비디오는 12개이다.
```
* 1. 미피가 태어났어요
```

부지런한 뽀삐, 오케스트라, 미피와 자전거
```
* 2. 학교에 간 미피
```

용감한 스너피, 누구의 알일까요, 미피의 꿈
```
* 3. 초대받은 미피
```

보리스와 바바라, 누구의 모자일까요, 할아버지와 할머니
```
* 4. 미피와 동물원
```

뽀삐의 생일, 누구일까요, 앨리스 아주머니의 파티
```
* 5. 미피와 놀이동산
```

엄마가 된 스너피, 나는 피에로, 신데렐라
```
* 6. 바닷가의 미피
```

보리스의 겨울 채비, 아기고양이 넬리, 빨간 모자
```
* 7. 미피와 비행기
```

뽀삐의 뜰, 즐거운 학교, 뛰지 마세요
```
* 8. 미피의 생일
```

산위의 보리스, 신나는 서커스, 무엇이든 잘 해요
```
* 9. 미피의 작은 집
```

마음씨 좋은 농부 존, 단과 보트, 재미있는 덧셈, 크리스마스 이야기
```
* 10. 미피가 아프대요
```

시장에 간 뽀삐, 여러 가지 운동, 노란 새의 보금자리, 선원 잭의 모험
```
* 11. 
미피가 왜 울까요
```

배고픈 물고기, 로티 화이팅, 보리스의 봄 여름 가을 겨울, 백설 공주,
```
* 12. 눈이 왔어요
```

소방대원 스너피, 내가 짓는 이야기, 사과의 꿈, 영리한 엄지 샘
비디오 1호당 3~4분 이야기가 4편, 5편까지 있으며 각자 다른 주인공 이야기가 있다. 내래이션은 전성초.

## 같이 보기
- 헬로키티